# ラジーヴ・アンチャル
ラジーヴ・アンチャル（Rajiv Anchal、1956年12月20日 - ）は、インドのマラヤーラム語映画で活動する映画監督。彫刻家としても活動している。

## キャリア
1977年にケーララ・ラリター・カーラ・アカデミーの彫刻家賞を受賞した。彫刻家として著名な人物であり、サンティギリのサンティギリ・ロータス・パルナサラやコッラム・チャダヤマンガラムのジャターユ・アース・センターにある巨大なジャターユ像の彫刻を手掛けている。アンチャルは美術大学在学中の1980年代にジャターユ像のアイディアをケララ州観光局に提出しており、2000年代に入り観光局から観光振興策の一環として製作依頼が来たという。
1982年にレニン・ラジェンドランの『Chillu』の製作に美術監督として参加し、マラヤーラム語映画界に進んだ。1986年に『Ammanam Kili』、1987年に『Enikkum Enikkum Idaykku』を監督しており、1990年には『Njan Gandharvan』でケララ州映画賞 美術監督賞を受賞した。1993年に『Butterflies』を監督し、1997年に監督した『Guru』はアカデミー外国語映画賞インド代表作品に選出された。2002年に監督した『Beyond the Soul』でハリウッドデビューしている。

## フィルモグラフィー
- Chillu（1982年）
- Ammanam Kili（1986年）

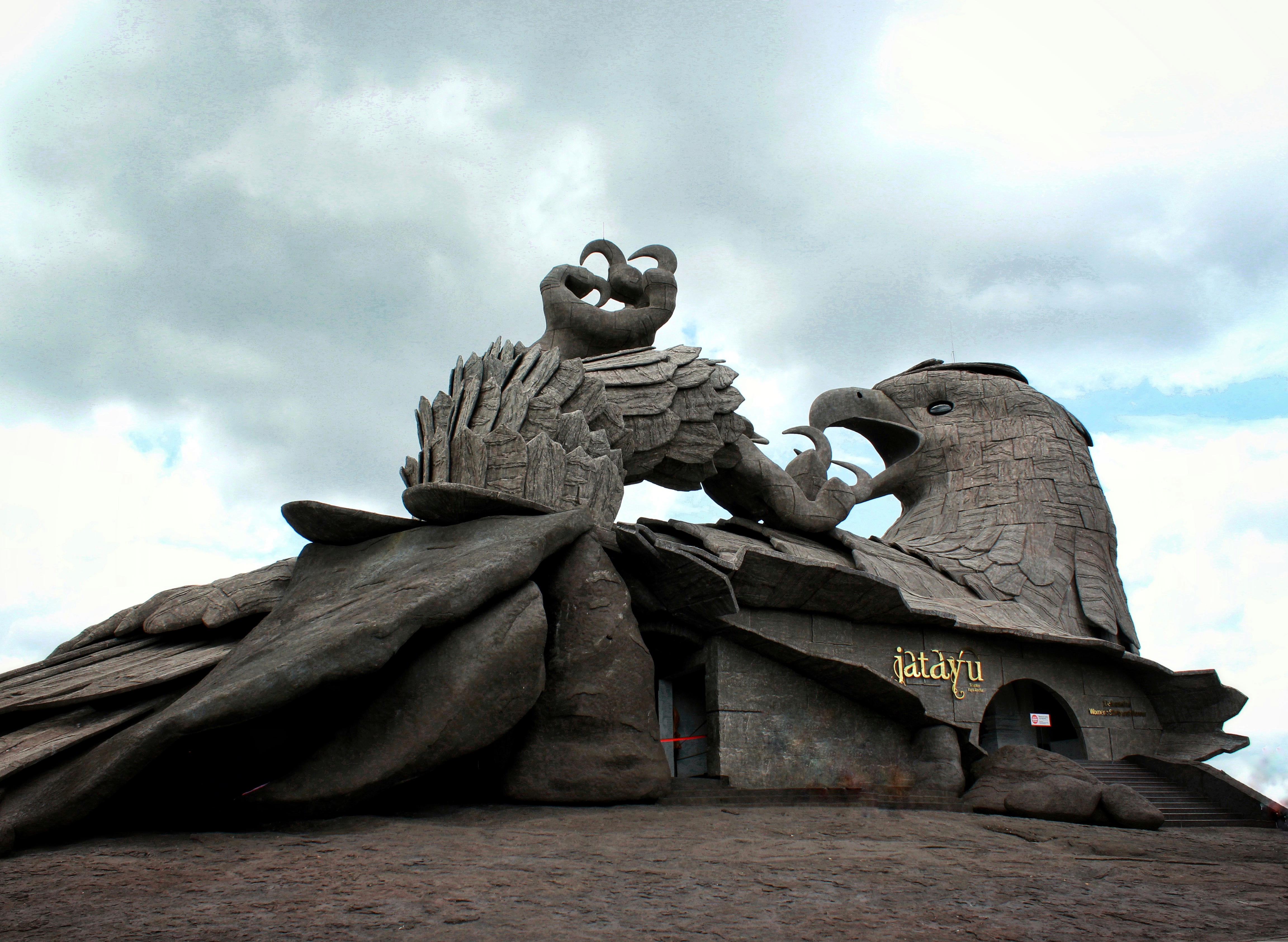
ラジーヴ・アンチャルが手掛けたジャターユ・アース・センターのジャターユ像

- Enikkum Enikkum Idaykku（1987年）
- Njan Gandharvan（1991年）
- Butterflies（1993年）
- Kashmeeram（1994年）
- Guru（1997年）
- Rushy Vamsam（1999年）
- Pilots（2000年）
- Beyond the Soul（2002年）
- Nothing but Life（2004年）
- Paattinte Palazhy（2010年）